# Agustí de Miró i de Folch
Agustí de Miró i de Folch (Reus, 27 d'agost de 1768 - Reus, 1 d'abril de 1807) va ser un militar, polític i comerciant català, fill de Pau de Miró i de March.
De la família dels Miró ennoblida per Felip V, i amb títols nobiliaris també per part de mare, era membre de la Reial Mestrança de Sevilla. Es preocupà per mantenir i incrementar la fortuna familiar i seguí la compra de terrenys per a edificar el Palau Miró, a la Plaça de Prim de Reus. El 1791 es va casar amb la gironina Maria Teresa de Burguès i de Caramany, filla de Josep de Burguès i Coromines, que li aportà 6.000 lliures en metàl·lic de dot, cosa que li permeté comprar diversos censals, que, afegits als heretats del seu pare, li permeteren deixar en morir un total de 180 censals d'un capital total de 72.000 lliures. Va intervenir a la política reusenca, i va ser el primer alcalde vuitcentista de Reus, ja que va ocupar la presidència del consistori el 1799 i 1800. L'historiador reusenc Andreu de Bofarull explica que el 1799, davant de la misèria de la població, ja que les hostilitats amb Anglaterra a partir del Tractat de sant Ildefons de 1796 seguien actives i perjudicaven extraordinàriament el comerç, va instaurar una rifa setmanal que li va permetre de donar sopes públiques a la població necessitada. Davant les incursions de les naus angleses va reforçar la guàrdia al port de Salou, i va haver d'enviar un escamot a Cambrils quan una nau de guerra anglesa va atacar la vila i els seus habitants, i va posar foc a les barques dels pescadors.
Participà en la Guerra Gran on arribà al grau de capità, sense que destaqués en cap fet d'armes. Va morir de sobte el 1807. Tres dels seus fills, Agustí de Miró i de Burguès, Emili de Miró i de Burguès i Josep de Miró i de Burguès, van dedicar-se també als negocis i a les armes. Una germana seva, Maria de Miró i de Folch, va ingressar al convent de Santa Maria de Vallbona de les Monges de l'orde cistercenc el 8 de juny de 1788. El seu pare va obligar per testament a Agustí de Miró, l'hereu, a lliurar-li un hàbit nou sempre que el necessités. Es conserven d'aquest acte uns villancets amb música d'Hipòlit Trullàs, mestre de capella de Reus, impresos per Rafael Compte aquell mateix any.